# Dyspetes indicus
Dyspetes indicus är en stekelart som beskrevs av Gupta 1983. Dyspetes indicus ingår i släktet Dyspetes och familjen brokparasitsteklar. Inga underarter finns listade i Catalogue of Life.